# 斋月十日城
斋月十日城（阿拉伯語： Al-ʿĀshir min Ramaḍān）是位于埃及东部省的城市，是埃及的第一代的新城市社区之一，也是其中工业化程度最高的城市。它紧邻开罗市，被认为是大开罗地区的一部分。它是由1977年第249号总统令建立的，目的是吸引外国和本地资本，为该国的年轻人提供就业机会，并把居民转移出从尼罗河谷，以缓解现有基础设施和减少交通拥堵。